# کود مرغی

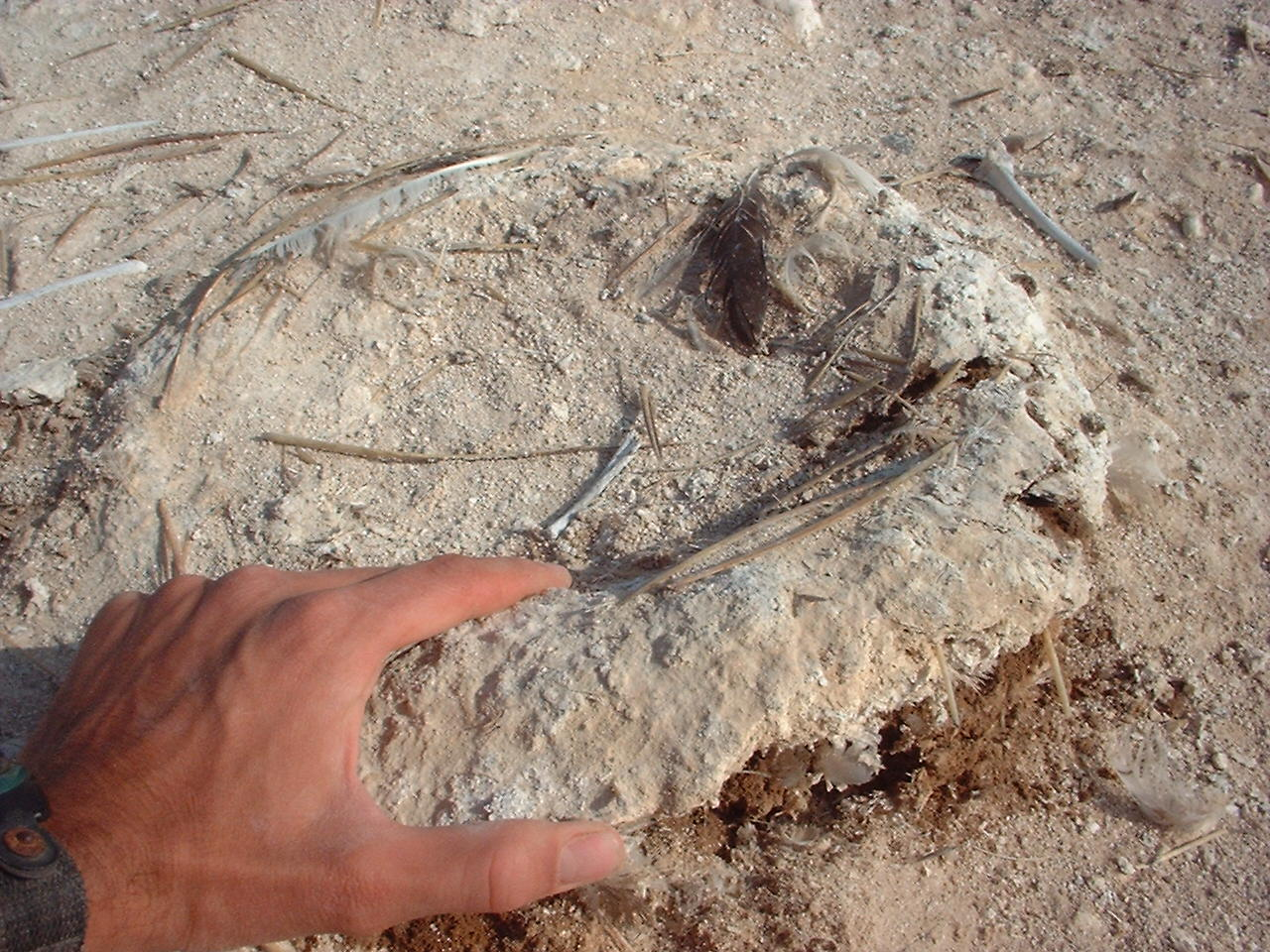
آشیانه بوبی پرویی که از کود مرغ دریایی (گوانو) ساخته شده است.

کود مرغی یا گوانو (به انگلیسی: Guano) یا کود مرغ دریایی، در خاک‌شناسی، به رسوبات فسفاته ناشی از مدفوع -چلغوز- پرندگان دریایی، خفاش‌ها و فک‌ها گفته می‌شود و ماده‌ای گران‌قیمت با درجه فسفر و نیتروژن بالا است که به عنوان کود و یکی از اجزاء ساخت باروت بکار می‌رود. گوانو کودی بسیار قوی است. عناصر تشکیل‌دهنده آن عبارت‌اند از آمونیاک، اسید اوریک، اسید فسفریک، اسید اگزالیک و اسید کربنیک و همچنین املاح زمینی و ناخالصی‌ها. 

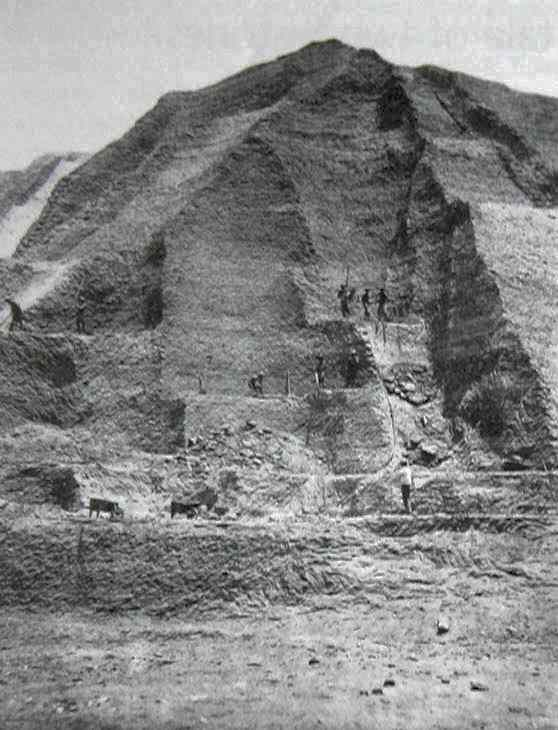
استخراج معدنی گوانو

تمرکز بالای نیترات‌ها در کود مرغی باعث شد که این ماده در مهمات‌سازی نظامی هم اهمیت پیدا کند. در اصل، دلیل اصلی بروز جنگ اقیانوس آرام میان پرو-بولیوی و شیلی به این خاطر بود که بولیوی قصد داشت بر گردآورندگان گوانوی شیلی مالیات ببندد. واژه گوانو از واژه وانو در زبان سرخ‌پوستی کچوا آمده است.